# Acraea equatorialis
Acraea equatorialis är en fjärilsart som beskrevs av Sheffield Airey Neave 1904. Acraea equatorialis ingår i släktet Acraea och familjen praktfjärilar. Inga underarter finns listade i Catalogue of Life.